# 伯肯海德公园大门

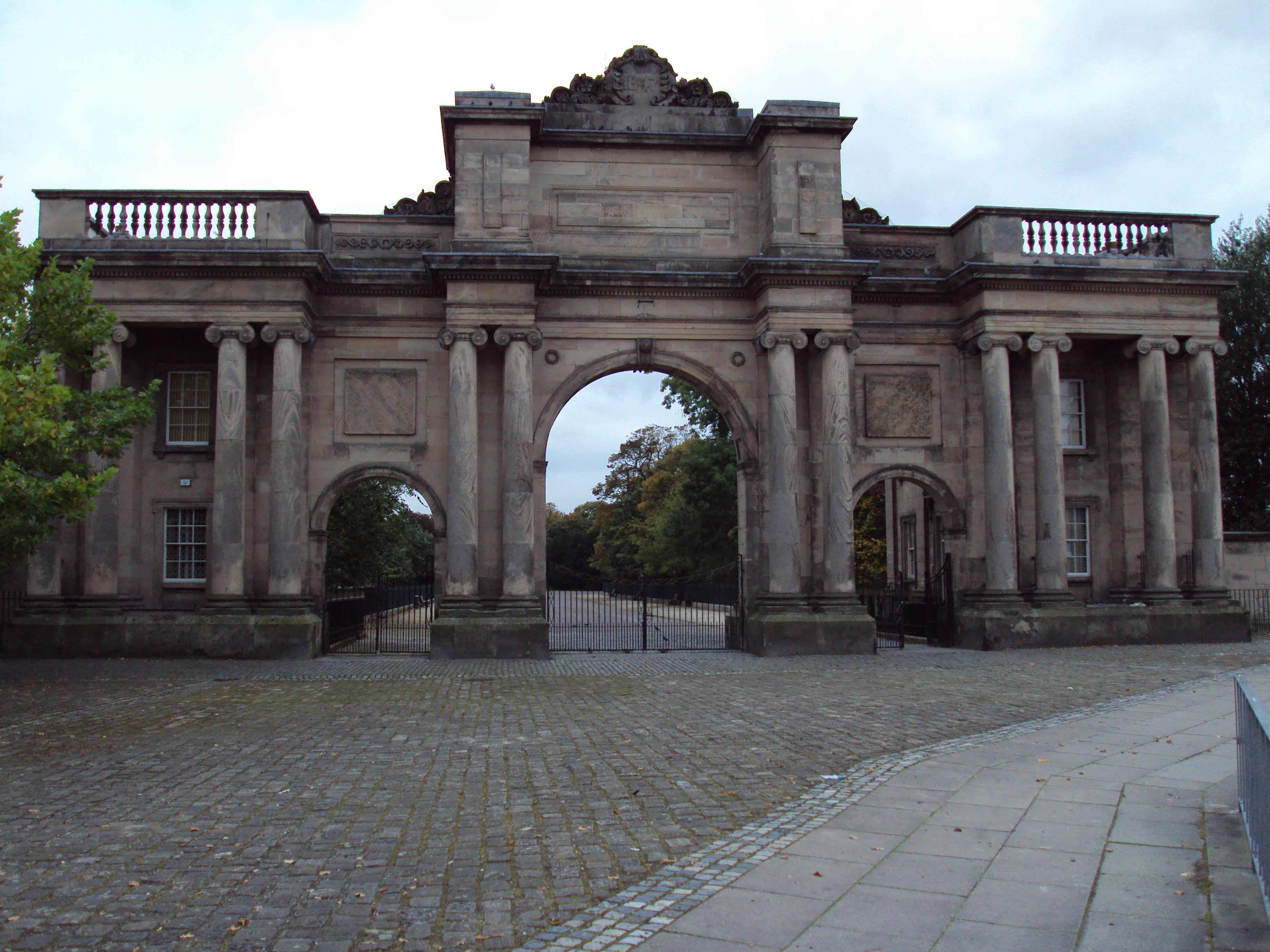
伯肯希德公園大門

伯肯希德公園大門（英語：The Grand Entrance to Birkenhead Park）是一座位於英國英格蘭默西賽德郡威勒爾都會自治市伯肯希德伯肯希德公園東北方入口的大型建築物，由三個側面與一對小屋相接的愛奧尼柱式拱門組成。該大門由劉易斯·霍恩布洛爾設計，並由該公園的設計師約瑟夫·帕克斯頓修訂，最後與所屬公園共同在1847年開放。伯肯希德公園大門現時被收錄於英格蘭國家遺產名冊，並被歸類為「二星等級」（Grade II*）建築。

## 歷史
伯肯希德公園是全球第一個使用公共資金建造的公園，該公園由約瑟夫·帕克斯頓設計，並由愛德華·坎普負責工程監督。帕克斯頓其後委派路易斯·霍恩布洛爾負責設計公園大門，縱使後者的設計草案已在1845年5月獲得「道路與修繕委員會」（Road and Improvement Committee）批准，但是帕克斯頓不滿意該份草案並親自對其進行修改。最終該大門由伯肯希德的約翰和威廉·沃克（John and William Walker of Birkenhead）於1845年至1847年間建造，並在1847年4月5日由莫珀斯勳爵（Lord Morpeth）揭幕啟用，而所屬的伯肯希德公園以及鄰近的伯肯希德碼頭也在同一天正式開放。

## 建築
伯肯希德公園大門採用方石並以愛奧尼柱式建造，並由三個側面與一對小屋相接的拱門組成。其中央拱門是整座建築當中最大的拱門，並能夠容納一條行車道；而其餘兩邊的拱門則比中央拱門略小並主要給行人通過。整個建築物的高度約為19米（62英尺），其中央拱門的側面與一對沒有凹槽的圓柱相接，而其上方則是一個包含了該城鎮的徽章和日期的裝飾性閣樓。拱門側面的兩層小屋為完全一樣，並有三個以壁柱分割的隔間。此外，這些小屋也擁有包含窗框的窗戶，而其頂端則是設有欄杆的矮牆。

## 評價
伯肯希德公園大門在1950年6月29日被收錄為「二星等級」（Grade II*）建築，「二星等級」建築是英格蘭國家遺產名冊三個等級當中的中間等級，並頒發給「尤其重要且有較多特別關注的建築」（particularly important buildings of more than special interest）。另一方面，「英格蘭建築」（Buildings of England）系列書籍作者哈特韋爾•克萊爾（Hartwell Clare）和其同事們亦評論稱該大門「確實十分宏偉」（grand indeed）。此外，伯肯希德公園本身也被授予「具有歷史意義的公園與花園名冊」第一等級，並影響了在1858年開放的美國紐約市中央公園之設計。